# Ciboria aschersoniana
Ciboria aschersoniana är en svampart som först beskrevs av Henn. & Plöttn., och fick sitt nu gällande namn av Whetzel 1945. Ciboria aschersoniana ingår i släktet Ciboria och familjen Sclerotiniaceae.   Inga underarter finns listade i Catalogue of Life.
I den svenska databasen Dyntaxa används istället namnet Gloeotinia aschersoniana för samma taxon.  Arten är reproducerande i Sverige.